# Cadena operativa
La cadena operativa, en la Edad de Piedra, es una expresión que el arqueólogo André Leroi-Gourhan adaptó de la etnología tecnoeconómica en los años 60 para referirse a un método de investigación que le permitiría llevar a cabo un estudio más completo de los vestigios arqueológicos resultantes de las actividades técnicas prehistóricas. Los antecedentes más directos del concepto desarrollado por el investigador francés están en los trabajos de Marcel Mauss, quien, en 1947, subraya la necesidad de estudiar cada etapa del proceso de fabricación de una manufactura desde la materia prima hasta el objeto terminado. Algún tiempo después, en 1953, Marcel Maget (alumno de Mauss, entre otros) propone la locución «cadenas de fabricación» (chaînes de fabrication ) que, como se ha señalado, fue remodelada por Leroi-Gourhan dándole su interpretación actual (chaîne opératoire ):

La technique est à la fois geste et outil, organisés en chaîne par une véritable syntaxe qui donne aux séries opératoires à la fois leur fixité et leur souplesse.
La técnica es al mismo tiempo gesto y herramienta, organizada en cadena a través de una auténtica sintaxis, que da, a la vez, a la secuencia operativa, su estabilidad y su flexibilidad.
André Leroi-Gourhan

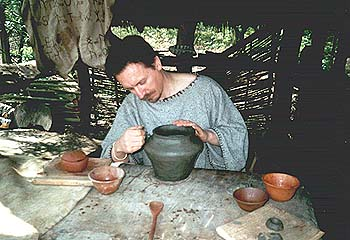
Recreación de un alfar tradicional

Con el tiempo, este concepto etnológico, aplicado a la Prehistoria ha resultado ser metodológicamente muy potente tanto para organizar los datos arqueológicos, como para rellenar los vacíos de información. Una vez se ha podido madurar el proceso y, a medida que la experiencia ha ido creciendo, se han podido llegar a deducir con cierto detalle las opciones del artesano prehistórico, sus esquemas mentales y sus estilos a la hora de alcanzar sus objetivos. La cadena operativa se ha desarrollado especialmente en lo relativo a la industria lítica, pero también se ha aplicado al hueso, la cerámica, el tejido, la metalurgia.
El método tradicional de observación y registro de simples datos materiales no da más que visiones muy parciales del mundo prehistórico, algo así como fotogramas sueltos de un largometraje sin organizar entre ellos. Aunque se reúna un enorme corpus de conocimientos, la confusión puede hacerlos inútiles si no se conoce el orden concreto en el que los datos han de ir colocados. Este problema se agrava a causa de los grandes vacíos, que quedan totalmente en la oscuridad (por la imposibilidad de estudiarlos o, simplemente, porque no están entre los objetivos de la investigación) y, a menudo, solo pueden ser accesibles a través de métodos indirectos o con el apoyo de ciencias auxiliares. La cadena operativa no sólo ofrece la posibilidad de poner orden, sino también de coordinar los esfuerzos de múltiples disciplinas auxiliares, dotando a cada una un papel concreto en la investigación y repartiendo equitativamente los objetivos, de modo de no haya áreas totalmente abandonadas, frente a otras excesivamente mimadas.

## Concepto de cadena operativa
Como se indica en la introducción, la cadena operativa abarcaría todo el proceso dialéctico entre el ser humano y sus herramientas, desde la búsqueda de la materia prima hasta que se desechan las piezas, pasando por todas las etapas intermedias de su fabricación, uso y mantenimiento. La cadena operativa organiza, en una secuencia correcta (o, cuando menos, a modo de tentativa), el empleo que hace el ser humano de los materiales, situando cada objeto arqueológico en un contexto técnico preciso, y ofreciendo un armazón metodológico para cada nivel de interpretación. Se pueden encontrar cadenas operativas singulares; pero, lo más corriente es que aparezcan repetidas en varios yacimientos, respondiendo a una misma estrategia aplicada por los humanos prehistóricos en diferentes contextos. Incluso, cuando se identifican varias de esas cadenas operativas en una determinada excavación, o yacimiento al aire libre, nunca estarán completas; pero al cotejar los datos de investigaciones paralelizables, es posible rellenar muchos vacíos.
Cuando se recurre al método de la cadena operativa, el objetivo no es la tradicional ubicación de los restos en unas coordenadas cronológicas o culturales, a la manera del paradigma historicista tradicional, sino decidir el orden adecuado que ocupa cada objeto hallado en una excavación arqueológica dentro de la sucesión de gestos técnicos. Esto se aplica, no sólo a herramientas propiamente dichas, sino también a todo tipo de desechos resultantes. La metodología implícita en el concepto de cadena operativa también se opone a la tipología tradicional, que suele limitarse a los aspectos taxonómicos de muestras forzosamente limitadas y fraccionarias. En la tipología lítica, por ejemplo, se dedica mucha más atención a las llamadas piezas retocadas, a las que considera herramientas auténticas; aparte, tales piezas son consideradas en tanto que productos terminados, esto es, desde un punto de vista sincrónico, sin tener en cuenta ni la diacronía, ni la dialéctica de su biografía tecnoeconómica.

### Elementos básicos de la cadena operativa

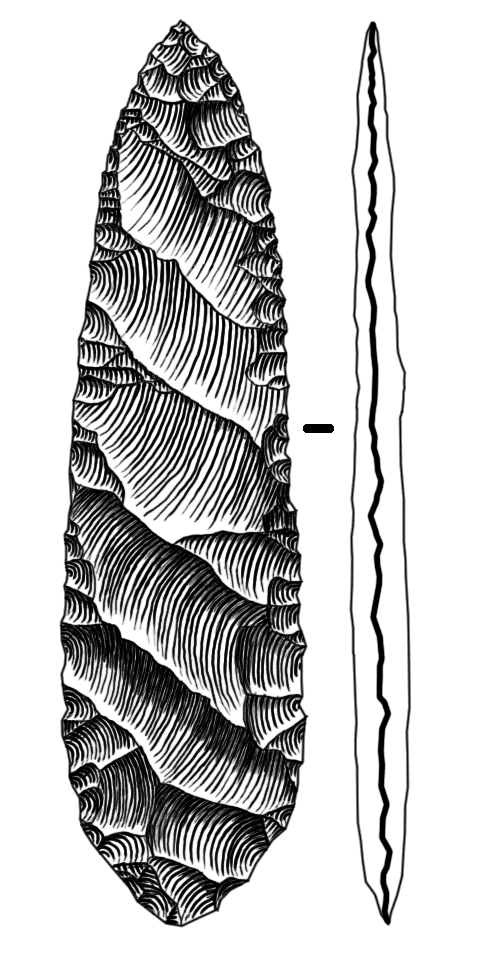
Punta bifacial tallada por presión. La procedencia y calidad de la roca, el tipo de soporte, las huellas dejadas por el artesano al fabricarla..., permiten reconstruir en parte su cadena operativa; posteriormente, los vacíos se intentarán llenar con los datos de su contexto arqueológico

Según el prehistoriador Pierre Lemmonier, en toda cadena operativa se distinguen tres clases de elementos:
- En primer lugar, las piezas arqueológicas, no sólo aquellas consideradas arbitrariamente utensilios, que, a menudo están ausentes, sino también las huellas que exhiben o los desechos, que pueden llegar a identificarse como subproductos de una determinada técnica. Por ejemplo, una pieza tallada por presión porta una serie de cicatrices que nos indican que existió algún tipo de compresor, aunque este no se haya conservado. Determinados desechos son característicos de gestos muy concretos, y pueden orientar acerca de las etapas que se han seguido en el proceso de fabricación (un asta de cérvido con profundas ranuras habla de una industria ósea desarrollada; la textura de un fragmento de cerámica puede indicar, no sólo si ésta se moldeó con torno o a mano, además, el tipo de horneado a la que fue sometida: oxidante o reductora; etc.).
- En segundo lugar, la sucesión de gestos observables, es decir, la secuencia tecnológica, esto es, los procesos técnicos propiamente dichos, que pueden descomponerse en secuencias gestuales o en métodos concretos. Si hablamos específicamente de la piedra, los objetos líticos fosilizan esos gestos en forma de negativos de lascado. Observando atentamente tales cicatrices y comparándolas con sus homólogas conseguidas por medio de la talla experimental en laboratorio, es posible determinar con cierto detalle qué gesto realizó artesano prehistórico.
- En tercer lugar, los conocimientos y habilidades que pueden haber quedado plasmados en el registro arqueológico. Evidentemente, los artesanos prehistóricos no pueden trasmitirnos directamente sus conocimientos, pero podemos acceder a ellos por medio de la extrapolación y la comparación. Los intentos de recrear sus actividades en ambientes controlados (como los laboratorios y los arqueódromos) han permitido, poco a poco, desvelar ciertos esquemas conceptuales primitivos, reconociendo la existencia, o no, de un plan preconcebido en el proceso de fabricación, descubriendo las elecciones tomadas por el artesano dentro de las posibilidades de que disponía, su habilidad, su idiosincrasia cultural, sus recursos y sus límites. Tal es el grado de profundización que se alcanza en este campo, que algunos equipos de investigadores han podido hallar testimonios de la trasmisión de habilidades de los artesanos experimentados a los más jóvenes, como ocurre en el yacimiento magdaleniense de Étiolles (Corbeil, Essonne, Francia), donde se ha podido reconocer una auténtica escuela en la que se enseñaba a tallar para obtener hojas de sílex. Para ello fue necesario realizar remontajes y reconstruir la cadena operativa lítica para comprobar que dos zonas del mismo yacimiento eran contemporáneas entre sí, a pesar de mostrar claras diferencias en la capacidad técnica.[12]

En cualquiera de estos elementos, el ser humano tenía cierta capacidad de maniobra, que puede variar de un lugar a otro. La cadena operativa debería poder delimitar qué grado de determinismo o qué alternativas existían y, dentro de estas últimas, qué elecciones son propias de una cultura concreta y cuáles son ajenas a ella. En tanto que método de estudio, la cadena operativa también intenta establecer relaciones del subsistema tecnológico con el subsistema económico y con e subsistema social del grupo humano; solo de este modo será posible demostrar hasta qué punto las piezas, los gestos y las habilidades han sido libremente seleccionadas por el artesano o le han sido impuestas por las exigencias del entorno físico, los límites de su desarrollo técnico o la idiosincrasia de su cultura.

## Aplicación del concepto
La cadena operativa puede y debe ser diferente en función del paradigma científico o de los objetivos que se hayan marcado los investigadores que estudian un yacimiento dado. De hecho esto no sólo es una posibilidad, sino una necesidad, dado que forzosamente, muchos de los eslabones de la cadena son particularmente difíciles de identificar, lo que obliga a que cada proyecto se plantee unos objetivos científicos realistas, dentro de un cuadro general de referencia.
Así, la procedencia de la materia prima puede ser identificada solo en aquellos casos en los que ésta tenga unas características distintivas, fácilmente identificables; desafortunadamente, ocurre a menudo que la materia prima es tan común que resulta imposible reconocer las estrategias de abastecimiento en la Prehistoria. Pero si la materia prima es característica, el nivel de eficacia de la investigación puede llegar a ser muy alto.
Algo similar ocurre con el uso de ciertas herramientas, que, gracias al análisis de las huellas de uso microscópicas (o trazalogía) podemos saber cómo y para qué se usaron. Pero esto ocurre solo en un número muy reducido de piezas, excepcionalmente conservadas, dentro de la totalidad de la muestra recuperada en una excavación.
Más delicadas son, incluso, las incursiones en los sistemas sociales de la Prehistoria. En estos casos es obvio recurrir a paralelismos etnográficos. Sin embargo, los investigadores más audaces no se conforman con el estudio de la cultura material, dirigiendo sus esfuerzos a la posible articulación de todos los datos, gracias la colaboración interdisciplinar, para obtener unos resultados lo más ricos posibles. Se hace necesario establecer un entramado en el que los elementos conocidos se ubiquen correctamente gracias a las interrelación que existe entre ellos, permitiendo reconocer y delimitar el lugar de los elementos desconocidos gracias al hueco que dejan (como en un puzle). Para lograrlo hay que evitar las cuestiones imprecisas y esforzarse por plantear objetivos concretos, inequívocos y que estén al alcance de los medios disponibles.

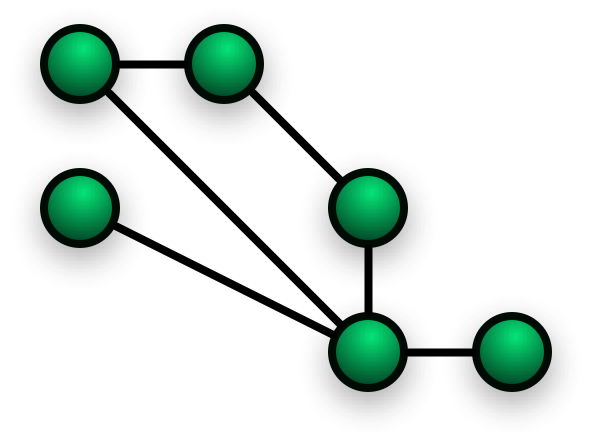
La cadena operativa no siempre es lineal

Ya se ha mencionado que la cadena operativa es un método aplicable a múltiples facestas de la actividad económica, e incluso social, del ser humano prehistórico. Posiblemente el vocablo cadena pueda confundir al lector, puesto que en ningún momento se está hablado de una simple organización lineal de los datos, sino que éstos pueden adquirir una estructura profundamente ramificada e interconectada, similar al de una malla irregular. En efecto, a menudo las cadenas operativas se entrecruzan entre sí. Por ejemplo, el acto de tejer lino conlleva previamente una cadena operativa agrícola, o cuando menos, recolectora en la que intervienen elementos como las hoces con dientes de piedra que, a su vez, ha sido fabricadas a través de su propia cadena operativa (lítica, para los dientes (cuchillas de piedra) y en hueso o madera para el asidero...). Las posibilidades pueden llegar a ser abrumadoras, de ahí la necesidad de marcarse unos objetivos concretos y realistas.

### La cadena operativa aplicada al caso de la talla de la piedra
El hecho de que las cadenas operativas estén muy desarrolladas en el campo de tecnología lítica se debe, sobre todo, a que los objetos de piedra (al ser recursos abióticos) gozan del privilegio de conservarse en mucho mejor estado que cualquiera de los demás elementos (de origen orgánico y, por tanto, perecedero), y porque en ellos se plasman con bastante claridad las huellas de la acción humana, esto es, su gestos.

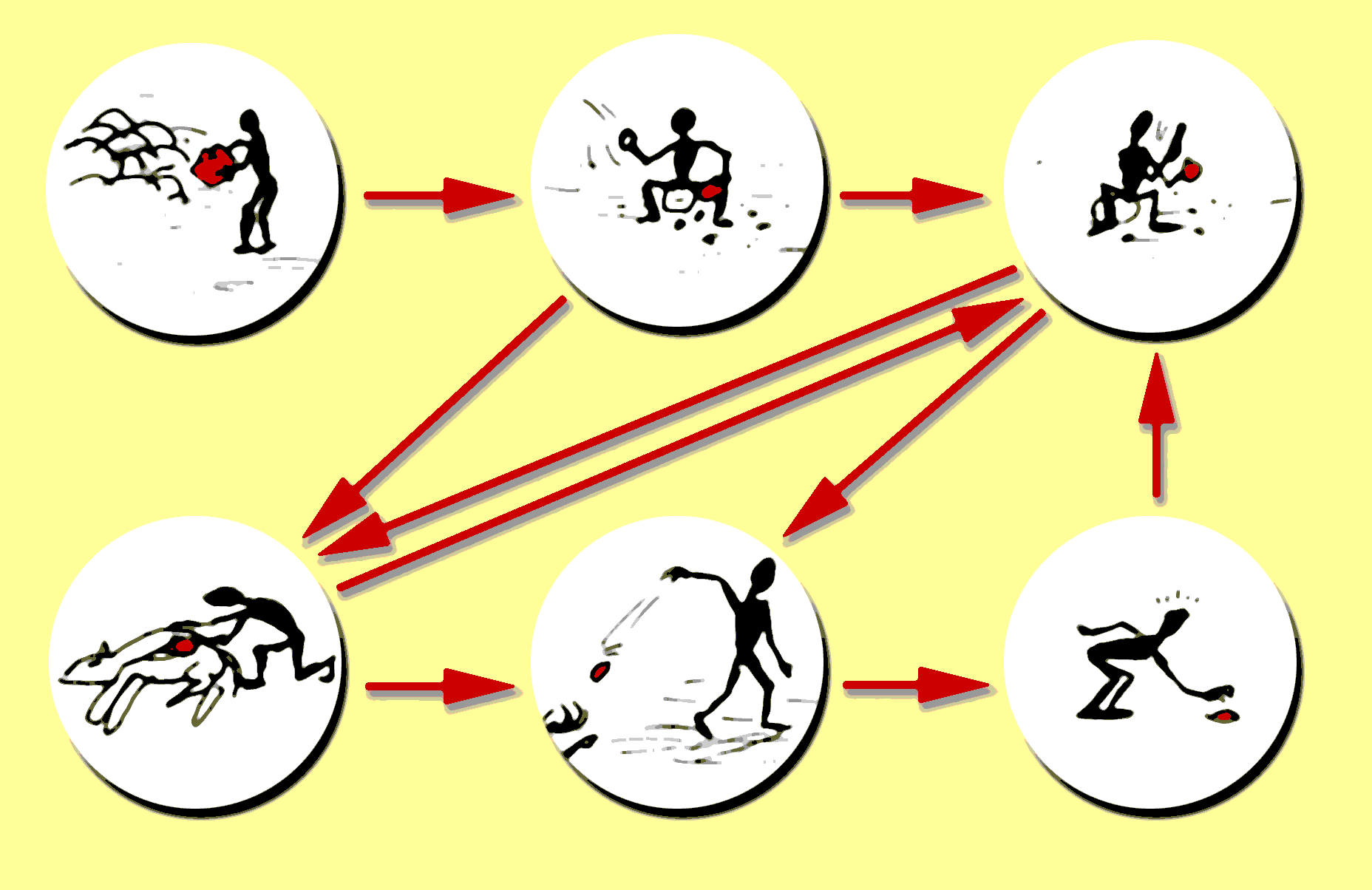
Esquema simplificado de cadena operativa en talla lítica

El modelo ideal más sencillo de cadena operativa en industria lítica comprendería cuando menos, los siguientes eslabones:
1. Abastecimiento de la materia prima
2. Fabricación de la pieza
  1. Preparación primaria de esbozos o preformas
  2. Explotación de los núcleos para la obtención de lascas (en sentido amplio) o elaboración de piezas nucleares
  3. Acabado de los objetos por medio del retoque o de la rectificación de irregularidades
3. Utilización y desgaste
4. Abandono y fosilización

Roger Grace propone que los procesos post-deposicionales y alteraciones tafonómicas sufridas por las piezas en el yacimiento —e, incluso, la estrategia de excavación del mismo—, también podrían formar parte de la cadena operativa.

#### Suministro de materias primas
Las materias primas pertenecen al contexto geológico. De acuerdo con el tipo de roca, su troceado está sujeto a unas leyes físicas específicas, pero las diferentes variedades de las rocas talladas por los artesanos prehistóricos son innumerables: desde rocas con las que cualquier cosa es posible, hasta rocas de las que es incluso difícil obtener lascas. Las cualidades físicas que hacen que un material sea mejor o peor considerado para la talla son elasticidad, la fragilidad y, sobre todo, la homogeneidad (isotropía) que es la más necesaria para conseguir unas técnicas de lascado regularizadas y controladas.

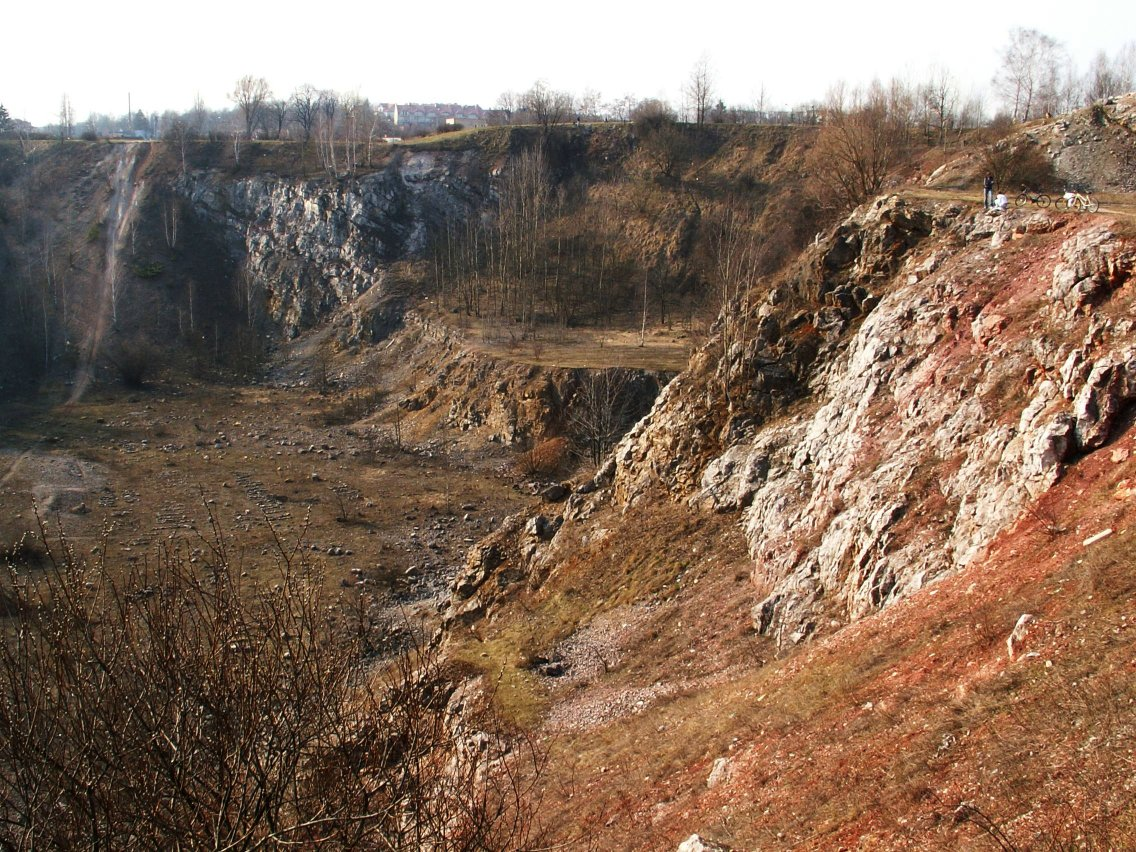
Cantera abandonada en Polonia

Las industrias talladas pueden ser estudiadas en términos económicos. Por economía nos referimos —en este asunto en concreto— a la diferente forma de utilizar la materia prima, los soportes, etc. Por ejemplo, si se recogen varios tipos de materia prima en un asentamiento y todos se utilizan indiferentemente para distintos útiles, no hablaremos de una economía de los materiales. Por otra parte, si es posible demostrar que se ha llevado a cabo una elección concreta, si cada roca se destina a distintos propósitos, hablaremos de una economía de la materia prima, o de la talla, dependiendo del caso.
Sin embargo, es de vital importancia valorar la calidad y la disponibilidad de la materia prima antes de determinar las alternativas técnicas: no es posible comprobar si el uso de microlitos es una alternativa cultural sin antes estar seguro de que los materiales disponibles permiten elaborar utensilios de gran tamaño.
El valor estético de un objeto, apreciado con nuestros ojos y nuestro cerebro del siglo XXI, es otro problema que debe ser manejado con prudencia.
Desde hace mucho se han realizado estudios sobre la procedencia de ciertas materias primas exóticas en culturas prehistóricas (sobre todo el ámbar o la obsidiana); pero también es necesario investigar qué ocurría con los materiales líticos vulgares, esenciales para la supervivencia cotidiana. Se presume que cuanto mayor es el desarrollo humano, mayores serán sus posibilidades de elegir, seleccionar y transportar la metría prima. Sin embargo, esta afirmación es demasiado general: es necesario precisar qué ocurrió en cada periodo, en cada región y en cada yacimiento.
| Bølmo Kvernepollen Farsund |

La identificación de la procedencia de la materia prima debe ir acompañada del estudio de los métodos de obtención de la misma, desde una simple recolección superficial, el transporte desde los afloramientos, o la excavación de minas. Ciertos yacimientos existen precisamente porque allí es posible extraer una roca determinada, es lo que se llaman talleres líticos, pero es necesario determinar si la ocupación es un taller (o talleres) y, además, un área de habitación.
Una serie de casos estudiados en Noruega  por el investigador Roger Grace le permitieron confrontar varios asentamientos litorales de cronología similar (VIII milenio a. C.) en los que se siguieron conductas muy diferentes para abastecerse de rocas con las que tallar sus utensilios. Uno de ellos es el de la península de Bølmo, en Finnmark, donde, a pesar de siponer de cuarcita en abundancia, se importaba riolita del continente, con las consiguientes dificultades del viaje, parte del cual había que realizarlo en algún tipo de embarcación. Roger Grace reconoce no ser capaz de discernir si la elección de un material tan difícil de obtener era debida a sus ventajas físicas (facilidad de la talla, eficiencia funcional...) o culturales (una característica étnica de los pueblos del oeste de Noruega). Un segundo ejemplo es el de Farsund en Sørlandet, done el sílex era abundante en las cercanías y los tallistas se preocupaban por elegir solo los mejores nódulos, de ahí la presencia de algunas rocas con uno o dos lascados, que servían para verificar su calidad, antes de comenzar su verdadera explotación. Por último, en Kvernepollen en Bergen, cuyo ecosistema costero era muy similar al de Farsund, aunque se disponía de cuarcita, se ha podido determinar que se importaba sílex del interior en forma de productos esbozados (núcleos o utensilios), hojas y grandes lascas; según los estudios del citado investigador británico, el sílex se usaba en tareas ordinarias, previsibles, mientras que sólo recurrían a la cuarcita local cuando surgía algún imprevisto o cuando se les agotaba el sílex (especialmente en las expediciones de caza o recolección fuera del asentamiento principal).

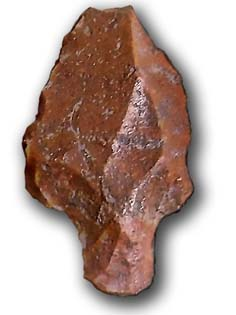
Punta ateriense tallada en sílex autóctono de poca calidad

Hay áreas geográficas en las que era posible abastecerse de rocas duras adecuadas en todos los soportes necesarios, por ejemplo hojas, hojitas, piezas de gran tamaño, etc. En otras, la materia solo es apta para fabricar una limitada variedad de objetos. También ocurre que los recursos de una misma región fueron aprovechados de un modo diferente por grupos distintos. Por ejemplo, los aterienses, se resignaron a tallar las rocas locales, mientras que los habitantes de la misma zona (el Magreb) en el Neolítico, realizaban expediciones en busca de los afloramientos naturales de la famosa “roca verde” llamada dacita, que estaba a gran distancia de sus poblados.
En conclusión, cuando la materia prima es alóctona, como en el ejemplo citado, la cadena operativa debería intentar averiguar bajo qué forma se transportó el material, si en la cantera se realizó algún tipo de desbastado o preparación previa, o si fueron trasladas ya terminadas al asentamiento. Asimismo, es necesario definir las categorías de objetos en diferentes fases de aprovechamiento:
- Bloques en bruto, incluyendo los mínimamente alterados, y lascas características de las primeras fases de la talla, es decir, con abundantes restos de corteza natural: la materia prima es acarreada al asentamiento, más o menos en su estado natural (en bruto o con uno o dos lascados de prueba).
- Preformas de útiles, o núcleos, preparados para la extracción, pero no explotados: La materia prima es acarreada al asentamiento en forma de núcleos preparados y piezas esbozadas (en cualquier caso, inacabadas).
- Núcleos aprovechados (en diferentes estados de explotación) o, bien, lascas características de determinadas técnicas o métodos de extracción: crestas, lascas de preparación, lascas de reavivado del plano de percusión o de presión de un núcleo. Es decir, desechos característicos, cuya ausencia o presencia puede ser significativa, al indicar si ciertas actividades se llevaron a cabo en el mismo yacimiento o en otro lugar, tal vez una cantera o un taller. La conclusión puede ser similar a la anterior, pero también es posible que se llevaran al campamento productos de lascado en bruto o piezas bifaciales esbozadas.
- Útiles terminados, soportes sin retocar con huellas de uso, lascas retocadas, piezas bifaciales terminadas y cualquier otro tipo de herramientas...: únicamente se llevaron al asentamiento utensilios (retocados o no) y piezas bifaciales acabadas.

#### Manufactura (la tallas.l.)
En este punto, la cadena operativa se propone evocar la sucesión de gestos técnicos, comenzando por piezas concretas, siguiendo por conjuntos o yacimientos y terminando por dilucidar, si fuere pertinente, la evolución de la tecnología lítica, desde el Olduvayense, hasta el final del Neolítico e incluso del Calcolítico, que, a pesar de ser un periodo en el que ya se conocía el metal, es la edad de oro de la talla de la piedra.
Según la francesa Hélène Roche, la talla comprende el lascado, la hechura y el retoque, vocablos a los que da significados precisos y restringidos en relación con aquella. Estos términos describen actividades muy precisas y son tratados en artículos aparte. La palabra “talla” se usa cuando no se pueden aplicar expresiones más exactas, cuando la función y el propósito de un instrumento tallado no ha sido claramente definida. Por ejemplo, un canto tallado es un núcleo, es un utensilio o ambos.
Años más tarde, el australiano Roger Grace (op. cit.), propone separar la talla en tres grandes categorías, la primera es la elaboración de esbozos tanto para piezas nucleares como para núcleos propiamente dichos (primary reduction); la segunda es la preparación de soportes específicos, predeterminados, como lascas, hojas, etc, a partir de los cuales se llegará al útil terminado (secondary reduction); el último pasoe se limita al acabado de herramientas líticas por medio del retoque (typology).
Por otro lado, las estrategias de la talla pueden ser de importancia esencial. Es decir, que en proceso de troceado de la materia prima ciertas elecciones pueden ser ineludibles: sin ellas sería imposible llegar al producto buscado; por ejemplo, los hendidores, los productos Levallois, las hojas o los microlitos..., todos ellos requieren de un determinado método o técnica de talla muy específico. En otros casos, la estrategia es más difícil de evaluar, pues para ciertos tipos líticos existen múltiples alternativas y mayores posibilidades de maniobra (caso de las lascas vulgares, los bifaces y, en general de casi todas las piezas bifaciales, así como gran parte de ciertas piezas nucleares, las cuales pueden fabricarse con cadenas operativas muy distintas, llegando, casi siempre, al mismo resultado). Es, en estos casos, donde hay que estudiar por qué se tomaron estas decisiones y no otras.
El peso del trabajo
El acabado y el retoque
Instrumentos complejos

#### Utilización
Uso y usos
Mantenimiento y reciclaje

#### Abandono
Tafonomía, conservación, relación espacial